# Ammoperdix heyi
La perdiz desértica (Ammoperdix heyi) es una especie de ave galliforme de la familia Phasianidae que vive en la península arábiga, Israel y Egipto.

## Descripción
Mide entre 22–25 cm de largo. En su plumaje predominan los tonos marrones claros. Las hembras presentan un plumaje bastante uniforme y discreto, mientras que los machos tienen la cabeza gris con una lista postocular y el lorum blancos, y en los flancos del cuerpo presentan unas distintivas franjas, donde se alternan el blanco y el pardo oscuro. Se distinguen de los machos de su congénere la perdiz gorgigrís (Ammoperdix griseogularis) por carecer de la línea negra de la frente y las cejas que presentan éstos, mientras que las hembras de ambas especies son muy similares y difíciles de diferenciar en el campo, salvo por su localización geográfica.
Su llamada es de tipo kua-kua-kua.

## Comportamiento
Es un ave sedentaria que vive en zonas desérticas, a menudo con terrenos abruptos. Se alimenta principalmente de semillas e insectos. Cuando se la molesta prefiere correr a volar, aunque volará cortas distancias si es necesario. 
Anida en el suelo en un pequeño hoyo donde la hembra pone entre 5 y 7 huevos.